# Zagłębie Lubin (balonmano femenino)
Metraco Zagłębie Lubin es un club de balonmano femenino de Lubin, Polonia, que juega en la Superliga.

## Historia
Fundado en 1982, ascendió a la primera división polaca en 1989–90. Su primera liga fue la temporada 2010–11, bajo la dirección de Bożena Karkut, que llegó al equipo en la temporada 2000, inició su brillante palmarés con doce títulos entre liga y copa, así como muchos subcampeonatos o terceras posiciones.
En la 2024/25 se alzó con el triplete, conquistando Supercopa, Copa y Liga.

## Títulos
- 6 x Superliga (2011, 2021, 2022, 2023, 2024, 2025)[4]
- 9 x Copa de Polonia (2009, 2011, 2013, 2017, 2019, 2020, 2021, 2023, 2025)[5]

## Equipo

### Plantilla actual
Plantilla para la temporada 2024–25
|  | Porteras - 16 Barbara Zima - 37 Marta Lewalska - 99 Monika Maliczkiewicz Extremo izquierdo - 06 Kinga Grzyb - ?? Weronika Weber Extremo derecho - 04 Aneta Łabuda - 17 Adrianna Górna - ?? Natalia Janas Pivotes - 06 Natalia Pankowska - 20 Joanna Drabik - 92 Goundouba Guirassy | Laterales izquierda - 14 Daria Przywara - ?? Mariane Fernándes - 81 Karolina Jureńczyk Centrales - 47 Karolina Kochaniak-Sala - 49 Patricia Matieli Laterales derecha - 03 Kinga Jakubowska - ?? Malena Cavo |

#### Fichajes y salidas
Fichajes y salidas para la temporada 2025/26
|  | - Alicia Fernández Fraga (desde el Rapid de Bucarest) - Eli Cesáreo (desde el Costa del Sol Málaga) | Salidas |

### Cuerpo técnico
- Entrenador: Bożena Karkut